# Conocephalus nigropleuroides
Conocephalus nigropleuroides är en insektsart som beskrevs av Fox 1912. Conocephalus nigropleuroides ingår i släktet Conocephalus och familjen vårtbitare. Inga underarter finns listade i Catalogue of Life.